# Maria Ortwin
Maria Ortwin, eigentlich Maria Trittenwein, verheiratete Maria Winter (* 30. Dezember 1868 in Wien; † nach 1938) war eine österreichische Theaterschauspielerin.

## Leben
Bereits in frühester Kindheit erwachte in der Tochter eines Beamten der Gedanke, den Bühnenberuf zu ergreifen, denn schon im Alter von sechs Jahren machte sich ihre auffallende schauspielerische Begabung geltend.
Sie nahm zuerst Unterricht bei Julius Conradi, später überwachte Joseph Lewinsky ihre Studien und 1884 trat sie in Köln ihr erstes Engagement an. Nach einem Sommerengagement in Ems 1885 kam sie nach Königsberg, wo sie bis 1887 wirkte.
Sodann kam sie als Nachfolgerin der Anna von Hochenburger an das Deutsche Theater in Berlin, woselbst sie drei Jahre verblieb. Allgemein wurde ihr eine glänzende Zukunft prognostiziert. Trotz verlockender Aussichten entsagte sie mit 21 Jahren der Bühne und zog sich nach der Heirat 1890 mit Georg Winter gänzlich ins Privatleben zurück.
Ihr weiterer Lebensweg ist weitgehend unbekannt. Die Scheidung von ihrem Mann erfolgte 1939.